# Panther Rio
La Panther Rio è un'autovettura prodotta dalla casa automobilistica inglese Panther Westwinds dal 1975 al 1977. È stato un modello esclusivo ed è stato prodotto in 38 esemplari.

## Il contesto
La Panther era stata fondata da Robert Jankel per la produzione di auto di lusso su misura per il cliente che voleva qualcosa di completamente diverso. I suoi prodotti precedenti come la Panther J.72 e la Panther De Ville erano molto richiesti in quel periodo pur essendo costosi, ma in seguito alla crisi energetica del 1973 la domanda di tali veicoli cominciò a diminuire. In risposta alla crisi del petrolio Jankel pensò ad una piccola auto economica ma prodotta con gli standard di una Rolls-Royce. Sotto questi auspici nacque la Panther Rio, prima Panther con telaio monoscocca (i precedenti modelli avevano ancora il telaio separato). La vettura era una berlina basata (sia nell'estetica che nella meccanica) sulla Triumph Dolomite.
L'auto era disponibile in 2 versioni: la versione 1850 cm³, che fu il modello "base", e la versione 2000 cm³ di 16 valvole (che utilizzava il motore della Dolomite Sprint), chiamata Rio Especial. Poteva passare da 0 a 100 km/h in 8,7 secondi e raggiungere una velocità massima di 185 km/h.
L'abitacolo presentava una plancia in legno (radica di noce), rivestimenti in pelle Connolly e inserti in radica su pannelli porta. La dotazione di bordo comprendeva alzacristalli elettrici su tutte le portiere, servosterzo, autoradio e, a richiesta, aria condizionata e il tettuccio apribile elettricamente. La vettura era ampiamente personalizzabile in termini di rivestimenti, colori e accessori.
La Panther Rio non ebbe però il successo sperato, per quanto fosse esclusiva e lussuosa, rimaneva poco più di un restyling della Triumph Dolomite e inoltre il prezzo era troppo alto per un'auto di quelle dimensioni: nel 1976 la Rio Especial costava 9.445 sterline, in confronto la Jaguar XJ12 poteva essere acquistata per soli £7.496 e la Dolomite Sprint, con esattamente la stessa meccanica, costava £3.283.